# William Thompson (boogschutter)
William Henry Thompson (Calhoun, 10 maart 1848 - Seattle, 12 augustus 1918) was een Amerikaans boogschutter.
Thompson deed als 56-jarige mee aan de Olympische Spelen in St. Louis (1904). Hij speelde voor de Potomac Archers met Robert Williams, Lewis Maxon en Galen Spencer.
Het team won een gouden medaille. In de individuele rondes, de dubbele Amerikaanse ronde en de dubbele York ronde, behaalde Thompson brons. Zijn teamgenoot Robert Williams won in deze rondes het zilver.